# Гегард (село)
Гегард (вірм. Գեղարդ) — село в марзі Котайк, у центрі Вірменії. Основним заняттям яких є сільське господарство.